# La Regenta (escultura)
L'escultura urbana coneguda pel nom La Regenta, ubicada a la plaça de Alfonso II, el Casto (front la Catedral), a la ciutat d'Oviedo, Principat d'Astúries, Espanya, és una de les més d'un centenar que adornen els carrers de l'esmentada ciutat espanyola. El paisatge urbà d'aquesta ciutat, es veu adornat per obres escultòriques, generalment monuments commemoratius dedicats a personatges d'especial rellevància en un primer moment, i més purament artístiques des de finals del segle xx. L'escultura, feta de bronze, és obra de Mauro Álvarez Fernández, i està datada 1997. Es tracta d'una estàtua a grandària lleugerament superior al natural, situada directament sobre el paviment, amb una placa als peus. És un homenatge al personatge i a l'obra en general del gran literat Leopoldo Alas "Clarín".